# Viktor Freund
Viktor Freund (* 30. September 1902 in Lutterbach, Reichsland Elsaß-Lothringen; † 13. Mai 1943 in Köln-Klingelpütz) war ein deutscher Widerstandskämpfer und NS-Opfer.

## Leben

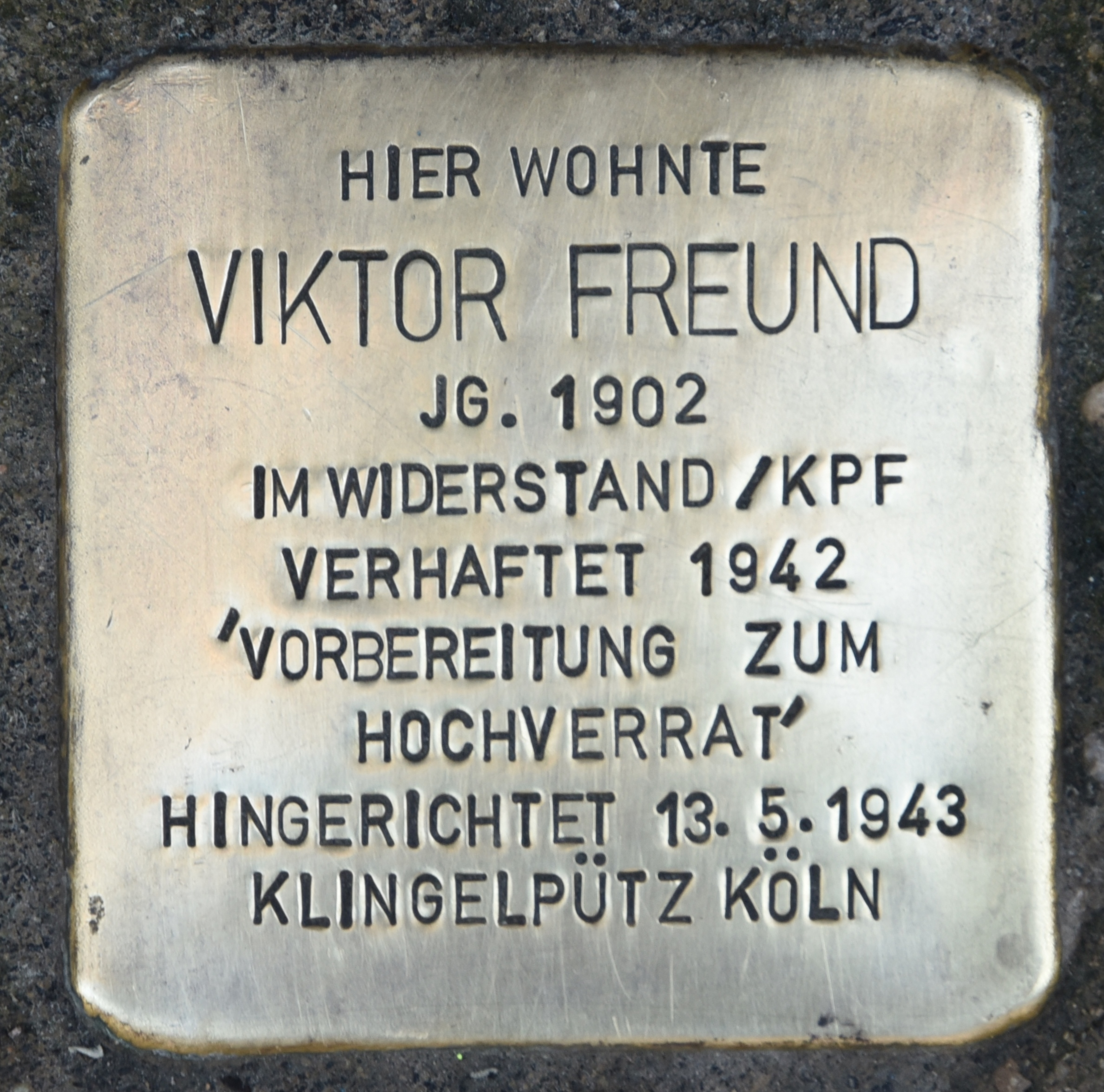
Stolperstein für Viktor Freund vor der Rheingasse 12 in Konstanz

Freund hatte keine Berufsausbildung, arbeitete als angelernter Dreher und diente von 1921 bis 1923 in der französischen Armee. Bis 1940 war er Mitglied und Kassierer in der Ortsgruppe Lutterbach der Kommunistischen Partei Frankreichs PCF und der Roten Hilfe sowie der kommunistisch orientierten Gewerkschaft Confédération générale du travail CGT.
Nach der Besetzung des Elsass durch deutsche Truppen während des Westfeldzuges 1940 zwang ihn die Gestapo, jede Tätigkeit für die PCF einzustellen. Ende Oktober 1940 zog Freund nach Konstanz und wurde im Oktober 1942 beim kriegswichtigen Rüstungsbetrieb Herosé dienstverpflichtet, der Stoffe für die Wehrmacht färbte und Metallrohlinge für die Firma Funkstrahl Gesellschaft für Nachrichtentechnik mbH herstellte, ein Tochterunternehmen des Berliner Messgeräteherstellers Pintsch Elektro GmbH. In seiner Firma arbeiteten neben den Zivilarbeitern viele ausländische Zwangsarbeiter und Kriegsgefangene, insbesondere aus Serbien, Belgien, Frankreich und der Sowjetunion. In Konstanz nahm er Kontakt zu den beiden kommunistisch orientierten Elsässern Robert Ballast und Andreas Friedrich auf, die eine Widerstandsgruppe gegen das NS-Regime bilden wollten. Die drei trafen sich in Konstanz in der Gastwirtschaft „Zum Burengeneral“, unterhielten sich trotz Verbots durch Gauleiter Robert Wagner auf Französisch und trugen als Zeichen ihres Patriotismus zu Frankreich die blau-weiß-rote Kokarde. Dies war riskant, da sie dafür im Sicherungslager Schirmeck-Vorbruck inhaftiert werden konnten.
Freund versuchte, andere Arbeiter für den Kommunismus zu agitieren und zum Widerstand zu bewegen, sagte die Niederlage des Nazi-Regimes voraus und verteilte die illegale Broschüre „Kurzer Lehrgang der Geschichte der KPdSU“. Er sabotierte die Arbeit bei Herosé, wo es ihm möglich war: Er arbeitete absichtlich langsam oder fehlerhaft und schmuggelte Werkstücke aus dem Betrieb und versenkte sie im Rhein. Informationen über das Kriegsgeschehen erhielt die Gruppe durch Abhören von „Feindsendern“ wie die deutschsprachigen Nachrichten von Radio Beromünster (Schweiz), BBC London und Radio Moskau. 
Im Juli 1942 wollten Ballast und Friedrich 75 von französischen Soldaten zurückgelassene Handgranaten aus Lutterbach nach Konstanz schmuggeln, um damit gewaltsam über die Schweiz und das nicht besetzte Frankreich nach Nordafrika zu fliehen und dort mit der französischen Armee gegen die Wehrmacht zu kämpfen; der Plan schlug fehl, da sie die Handgranaten nicht mehr vorfanden. Die Gestapo erfuhr von dem Vorhaben und verhaftete die beiden am 17. Juni 1942 und kurze Zeit später auch Freund sowie seinen Hausgenossen, den Schweizer Arthur Neuhaus. 
Gegen Freund, Ballast, Friedrich und Neuhaus erhob der Volksgerichtshof in Trier am 12. Oktober 1942 Anklage „im Kriege kommunistischen Hochverrat vorbereitet und den Feind des Reiches begünstigt“ zu haben. Am 12. Februar 1943 wurde Freund vom Vorsitzenden Richter Paul Lämmle zum Tode verurteilt, Ballast und Friedrich erhielten je vier Jahre Zuchthaus. Neuhaus wurde zu zwei Jahren Gefängnis verurteilt, da er die drei Mitangeklagten nicht angezeigt hatte. Ballast und Friedrich wurden in der Festung Hohenasperg inhaftiert, Neuhaus in der JVA Rottenburg.
Freund wurde in das Gefängnis Köln-Klingelpütz überstellt und am 13. Mai 1943 hingerichtet. Seine Leiche wurde dem Anatomischen Institut der Universität Köln zur Verfügung gestellt.

## Gedenken
Vor seinem Wohnhaus in der Rheingasse 12 in Konstanz wurde zur Erinnerung an Viktor Freund am 13. September 2015 ein Stolperstein verlegt.